# Мамантсо
Мамантсо (англ. Mamants'O) — одна з місцевих громад, що розташована в районі Мафетенг, Лесото. Населення місцевої громади у 2006 році становило 21 175 осіб.